# پلی‌استر

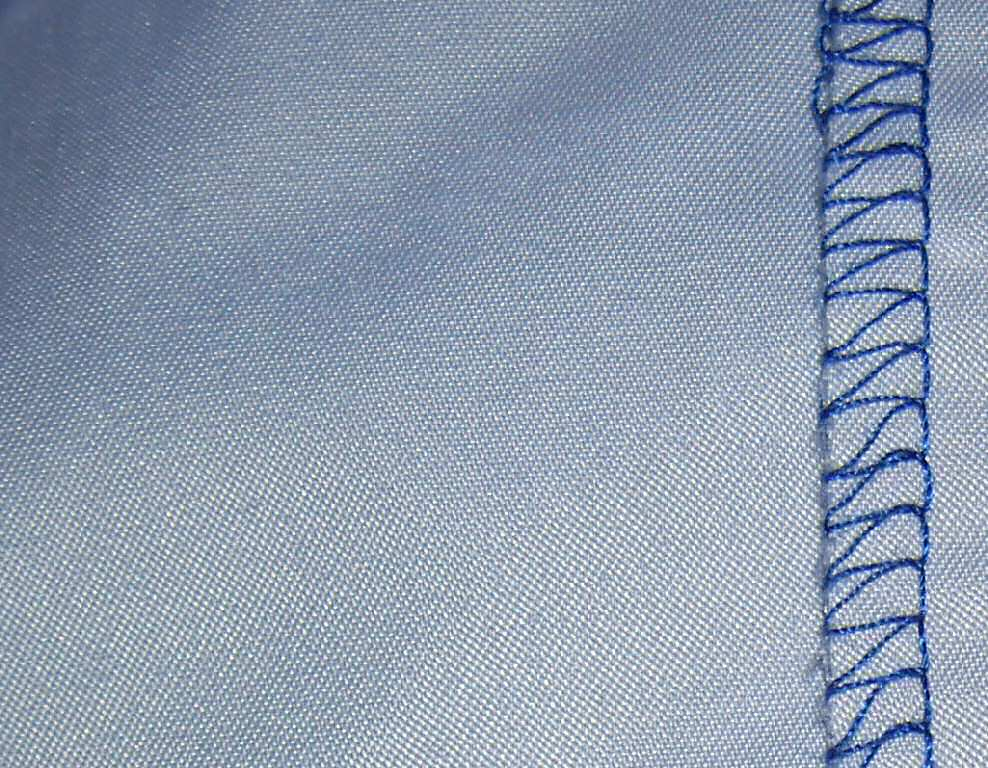
پارچه پلی استر

پلی‌استر (به یونانی: Polyester) (کدهای PET یا PES) گونه‌ای از پلیمرها می‌باشند که دارای گروهای استر می‌باشند. به عنوان ماده‌ای خاص معمولاً به پلی اتیلن ترفتالیت یا پی ای تی گفته می‌شود. پلی‌استرها شامل مواد شیمیایی حاصل از واکنش‌های طبیعی مانند آنچه در کاتین پوسته گیاهان وجود دارد و نیز از سنتزهای پلیمریزاسیون پله‌ای همانند پلی بوتیرت می‌باشند. پلی‌استرهای طبیعی و برخی از پلی‌استرهای مصنوعی قابل تجزیه زیستی می‌باشند، ولی این خاصیت شامل بیشتر پلی‌استرهای حاصل از سنتز نمی‌شود. با توجه به ساختار پلی‌استر‌های ممکن است ترموپلاستیک یا ترموست باشند. پلی‌استرهایی هم وجود دارند که قابلیت حل شدن در سختی سازها را دارند ولی بیشتر پلی‌استرها ترموپلاستیک می‌باشند.
پلی استرها بیشتر در ساختار الیاف مصنوعی بکار می‌روند.
الیاف مصنوعی حاصل از دی‌متیل ترفتالات (DMT) یا اسید ترفتالیک و اتیلن گلیکول (الیاف پلی استر استاندارد یا نوع تجاری تریلنٰ terylene) یا از ۱ و ۴ در متیلول سیکلوهگزان (نوع وستان (vestan) یا کودل (kodel) که به روش ذوب‌ریسی تولید می‌شوند.
تولید انبوه این الیاف از سال ۱۹۴۵ آغاز شده‌است و امروزه این لیف با تولید جهانی ۲۱ میلیون تن در سال ۲۰۰۲ بیشترین سهم تولید را در بین الیاف به خود اختصاص داده‌است.
خصوصیات: چگالی g/cm۳ ۱٫۳۸، نیروی پارگی بسیار زیاد، الاستیسیتهٔ خوب، مقاومت سایشی، ثبات بسیار خوب نوری، مقاومت بالا در برابر اسیدهای معدنی و آلی (در اسید سولفوریک غلیظ تجزیه می‌شوند)
الیاف پلی‌استر چروک و نمدی نمی‌شوند و همچنین جمع نمی‌شوند، به‌راحتی شستشو و به‌سرعت خشک می‌شوند. حالات قابل عرضه: نخ‌های فیلامنتی، الیاف مقطع (قابل اختلاط با پشم، پنبه، و نوع قابل استفاده در فرش) دسته الیاف، الیاف لایی، تک‌فیلامنت‌ها و پارچه‌های بی‌بافت (به انگلیسی: spunbond fabric) و انواع الیاف میان‌تهی الیاف هالو (به انگلیسی: Hollow fiber) و الیاف دو جزئی اند.

## انواع پلی استر
پلی‌استر لیفی گرمانرم (به انگلیسی: thermoplastic fiber) است و در اثر حرارت تغییر حالت می‌دهد درحالی‌که در دمای بالا مشتعل می‌شود. پلی‌استر بالاترین سختی و مدول کشسانی و هاشتبا جذب آب کم و حداقل جمع شدگی در اثر حرارت نسبت به الیاف مصنوعی دیگر را دارد.
پلی‌استر غیراشباع (UPR) رزین ترموست است که فایبرگلاس‌های تقویت‌شده از پلی‌استر غیراشباع کاربردهای گسترده‌ای در بدنهٔ قایق‌ها و قسمت‌هایی از بدنهٔ خودروها دارد.
با توجه به ترکیب زنجیره اصلی خود پلی‌استر می‌تواند:
| Composition of the main chain | Homo- or copolymer | Examples of polyesters                              | Examples of manufacturing methods |
| ----------------------------- | ------------------ | --------------------------------------------------- | --- |
| Aliphatic                     | Homopolymer        | پلی‌گلیکولید or Polyglycolic acid (PGA)              | Polycondensation of glycolic acid |
|                               |                    | اسید پلی‌لاکتیک (PLA)                                | Ring-opening polymerization of lactide |
|                               |                    | پلی‌کپرولاکتون (PCL)                                 | Ring-opening polymerization of caprolactone                                                                                                |
|                               |                    | Polyhydroxyalkanoate (PHA)                          | |
|                               |                    | Polyhydroxybutyrate (PHB)                           | |
|                               | Copolymer          | Polyethylene adipate (PEA)                          | |
|                               |                    | Polybutylene succinate (PBS)                        | Polycondensation of succinic acid with ۴٬۱-بوتان‌دیول                                                                                       |
|                               |                    | Poly(3-hydroxybutyrate-co-3-hydroxyvalerate) (PHBV) | بسپار ناهمگن of 3-hydroxybutanoic acid and 3-hydroxypentanoic acid, butyrolactone and valerolactone (oligomeric aluminoxane as a catalyst) |
| Semi-aromatic                 | Copolymer          | پلی‌اتیلن ترفتالات (PET)                             | Polycondensation of terephthalic acid with ethylene glycol                                                                                 |
|                               |                    | پلی‌بوتیلن ترفتالات (PBT)                            | Polycondensation of terephthalic acid with ۴٬۱-بوتان‌دیول                                                                                   |
|                               |                    | Polytrimethylene terephthalate (PTT)                | Polycondensation of terephthalic acid with ۳٬۱-پروپان‌دیول                                                                                  |
|                               |                    | Polyethylene naphthalate (PEN)                      | Polycondensation of at least one naphthalene dicarboxylic acid with ethylene glycol                                                        |
| Aromatic                      | Copolymer          | Vectran                                             | Polycondensation of ۴-هیدروکسی‌بنزوئیک اسید and 6-hydroxynaphthalene-2-carboxylic acid                                                      |